# Santuario di Santa Maria del Piano
Il Santuario della Madonna del Piano è un santuario di Ausonia (già Le Fratte), in provincia di Frosinone nel Lazio.

## Descrizione
Il santuario della Madonna del Piano (o delle Fratte) è stato eretto nel secolo XV su una struttura del XII. Nel 1954 sono stati effettuati i restauri per rimediare ai danni della Seconda guerra mondiale. 
La fondazione della chiesa risale al 1100, quando venne realizzata sul luogo di un antico tempio pagano, forse della dea Concordia, per custodirvi una statua in legno policromo della Madonna col Bambino, proveniente dalla vicina Castro dei Volsci. Secondo la tradizione, infatti, la statua sarebbe rimasta miracolosamente in questo Santuario, nonostante gli sforzi dei castrensi di riprendersela. In ricordo di queste antiche vicende, si svolge ogni tre anni una cerimonia d'incontro simbolico e pacifico tra le due cittadinanze, in occasione della festa della Madonna del Piano. La chiesa è di stile romanico, ma venne fortemente rimaneggiata durante il periodo rinascimentale, con numerosi interventi successivi nel Sei-settecento. 
Il grande portico esterno venne realizzato nel corso dei lavori per il primo ampliamento. Ne è testimonianza l'iscrizione presente sul primo pilastro, sul lato destro, che riporta la data di costruzione, 1448. Il campanile, invece, insieme con il coronamento del tempio sono opera moderna, realizzata da Gustavo Giovannoni nel 1927.
Accanto al santuario sorgono le rovine dell'antico battistero distrutto dall'ultima guerra e probabili resti dell'antica Ausona. Il santuario conserva la tomba del poeta umanista frattese Elisio Calenzio. Vi si notano, inoltre, i sepolcri commissionati dal frattese Girolamo Ottinelli per la moglie Cassandra Santini (1535-1568), nobildonna napoletana, e per il fratello Mario Ottinelli (1533-1565): i fratelli Ottinelli erano probabilmente congiunti del giurista e poeta Fabio Ottinelli, che amava definirsi Fractensis, nonché della gentildonna napoletana Beatrice Ottinelli. 
Accanto alla chiesa sorge l'edificio che fu prima ospedale per pellegrini e poi convertito in orfanotrofio dell'Ave Gratia Plena. Il portale della chiesa presenta due imponenti battenti in legno del XVIII secolo, riccamente decorati a rilievo. All'interno, di notevole interesse è la sagrestia, che presenta un eccezionale pavimento a maiolica napoletana del Settecento, ed un polittico del 1531 eseguito da Gian Filippo Criscuolo, che rappresenta il tema della Dormizione di Maria, narrato nella Legenda Aurea di Jacopo da Varazze, secondo cui la Vergine non muore, ma si addormenta per tre giorni dopodiché viene assunta direttamente in Cielo. 
Molto interessante è, inoltre, la cripta sotterranea, unica testimonianza rimasta del periodo medievale, cui si accede attraverso due ripide scale. Il pregevole ciclo di affreschi al suo interno rappresenta la vita e la storia del miracolo di Santa Remingarda. Secondo una cronaca manoscritta del 1709, nel 1100 la Madonna apparve ad una pastorella di nome Remingarda, guarendola dalla sua deformità fisica. Sul luogo del miracolo venne subito costruita una chiesa la cui cripta venne prontamente decorata con un ciclo di affreschi che raccontavano il miracolo. Nelle due cappelle laterali, gli affreschi, rovinatissimi, mostrano rispettivamente Cristo tra gli apostoli e le storie di S. Giovanni.